# Оселець (Польща)
Оселець (пол. Osielec) — село в Польщі, у гміні Йорданув Суського повіту Малопольського воєводства.
Населення — 3077 осіб (2011).
У 1975-1998 роках село належало до Новосондецького воєводства.

## Демографія
Демографічна структура станом на 31 березня 2011 року:
|          | Загалом | Допрацездатний вік | Працездатний вік | Постпрацездатний вік |
| -------- | ------- | ------------------ | ---------------- | -------------------- |
| Чоловіки | 1566    | 379                | 1036             | 151                  |
| Жінки    | 1511    | 347                | 867              | 297                  |
| Разом    | 3077    | 726                | 1903             | 448                  |